# Calixtlahuaca
Calixtlahuaca (paraula nàhuatl composta, que significa 'casa', i ixtlahuatl 'pla' o 'plana', la qual cosa es traduiria com a 'casa en el pla'; però existeix també la paraula ixtlahuacan, 'lloc desproveït d'arbres i habitatges', per la qual cosa Calixtlahuaca faria referència a una casa situada en un erm) és un jaciment arqueològic mexicà del període Postclàssic, situat a la carena nord del turó Tenismo, a prop de la ciutat de Toluca, en l'estat de Mèxic. La cultura que la va construir es coneixia originàriament com a matlatzinca.
Es pensa que els habitants inicials d'aquesta àrea eren nadius nòmades que solien visitar-la estacionalment. Més tard, els matlatzinques hi van arribar i fundaren un poble; més endavant, van rebre influència cultural tolteca i, en acabant, van ser dominats pels mexiques, al voltant de l'any 1476. La ciutat de Tecaxic va ser conquistada pels mexiques durant el regnat del Tlatoani Axayàcatl. La ciutat fou destruïda, i els mexiques hi van construir una nova ciutat que anomenaren Calixtlahuaca.
Lázaro Manuel Muñoz (fa més de 200 anys) opinava que els matlatzinca o els seus precursors havien arribat ací, almenys al 640 abans de la nostra era, i que grups otomís caçadors recol·lectors havien habitat aquesta àrea des de feia 3.000 anys, en l'època en què hi havia un gran llac (hui desaparegut), alimentat per aigua de desglaç del Nevado de Toluca.
El 1510 els matlatzinca van intentar posar fi a la tutela mexica. Moctezuma II llavors ordenà la destrucció de la ciutat, els habitants van fugir cap a l'oest, cap al Michoacán actual.

## Cronologia del descobriment
- L'arqueòleg José García Payón excavà les estructures de Calixtlahuaca en la dècada dels 1930 i en restaurà molts temples i altres edificis. La més notable n'és l'estructura 3, un temple circular dedicat al déu mexica del vent Ehecatl, i l'estructura 17, un gran palau reial. L'arquitectura i escultures de pedra són similars a la d'altres llocs mexiques del període Postclàssic mitjà al tardà (1100-1520) del centre de Mèxic.

- El 1930, l'indret tenia una extensió de 144 hectàrees; hui només 116.[2]

- Entre el 1988 i el 1998, s'hi dugueren a terme uns projectes per a preservar i protegir-ne els continguts, com ara drenatge, anivellament d'algunes àrees, senyals, reglaments de lloc i protecció contra el creixement urbà.

- El 1998, l'arqueòleg Jorge Villanueva Villalpando restaurà la paret sud de la façana est de l'Edifici III, danyada per tempestes fortes i constants.

- El 2002 Michael E. Smith començà un nou projecte de recerca a Calixtlahuaca. Aquest projecte fou patrocinat per la Universitat Estatal d'Arizona i la Fundació Nacional de Ciències (d'Estats Units), el treball de camp va iniciar-se'n el 2006 amb un aixecament intensiu de cobertura completa. El 2007 se n'excavaren cases i terrasses, i revelaren la manera de viure dels habitants de Calixtlahuaca per primera vegada.

## Invasions

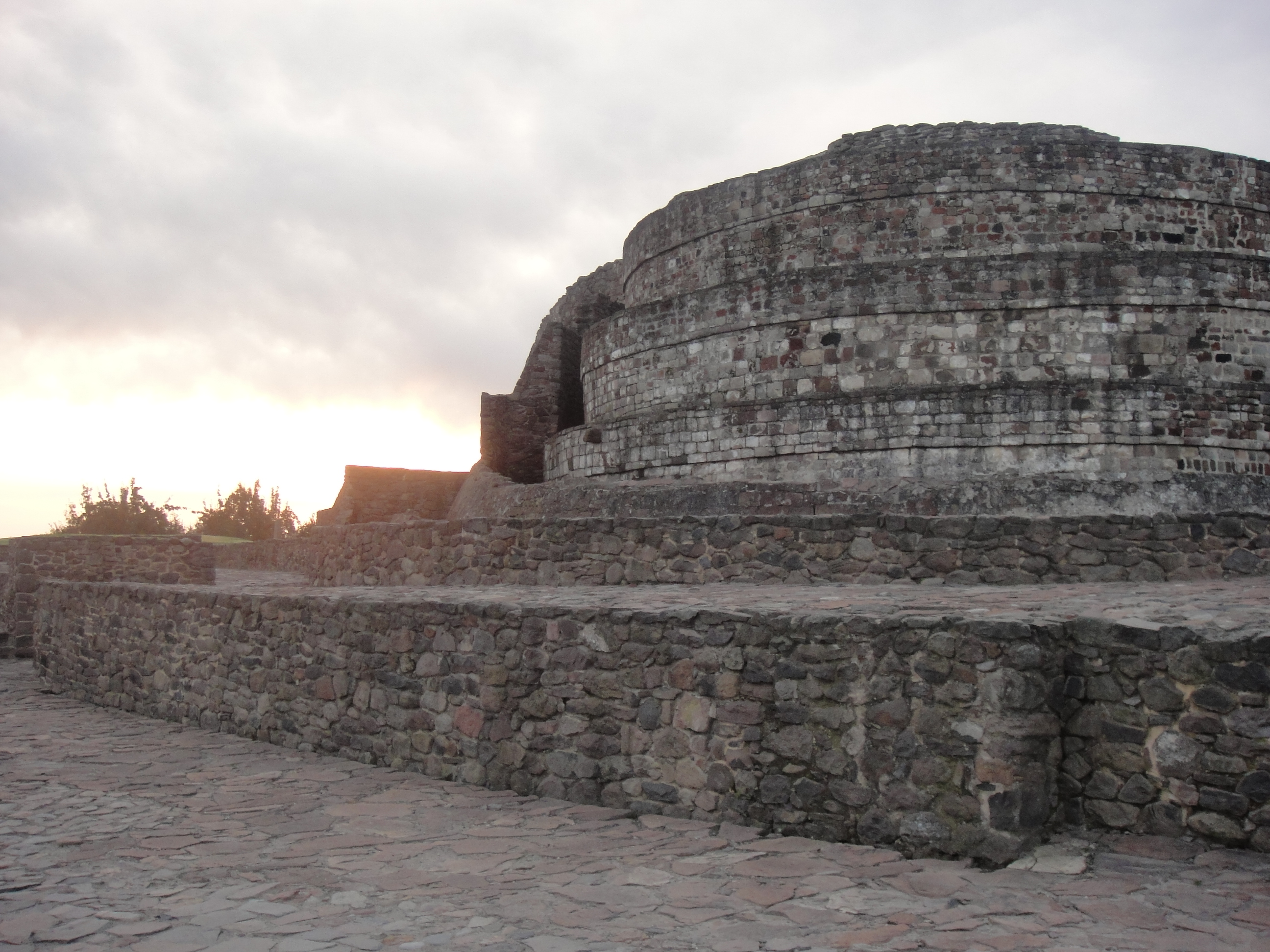
Comença el dia a Calixtlahuaca

La regió Matlatzinca es dividia en tres Altépetl (senyorius), dos dels quals volien romandre independents i possiblement associats amb els tarascos i l'Imperi purépetxa de Michoacán; un tercer, però, Tollocan, volia una associació amb els mexiques.
Aquesta divisió provocà una migració de Matlatzinca a altres àrees, com ara Tiripetío, Andarapeo, Huetamo, Charo i Undameo, entre altres.
Axayácatl, hueyi tlatoani de Tenochtitlan (1469 – 1481) lluità contra Cuextapalin, general matlatzinca, que amb una fona el va lesionar en una cama i va tractar de prendre'l presoner sense èxit. Més tard els mexiques (asteques) van tornar amb Tollocan; van sotmetre els matlatzinca el 1474, i van prendre 11.070 presoners per a ser sacrificats a Tenochtitlan; això causà més aixecaments a l'àrea i va motivar la reubicació de famílies nahues a Calixtlahuaca.
Del 1482 al 1484 va haver-hi un altre intent de rebel·lió matlatzinca, però Tízoc va destruir els temples de Calixtlahuaca i marcà la seua victòria damunt d'una pedra. L'últim intent de rebel·lió es va produir el 1510, el tlatoani mexica Moctezuma II va ordenar la destrucció de la zona, i això va conduir a l'emigració dels seus habitants a Michoacán.
En l'actualitat la més preocupant invasió que sofreix aquesta zona arqueològica és el creixement d'assentaments rurals, molts d'il·legals, que han danyat la imatge de la zona, i és preocupant perquè no tenen una cultura de preservació de les riqueses culturals que els nostres ancestres ens van llegar. Els danys més greus han estat la destrucció de plataformes en què s'erigien els edificis amerindis, que han destruït per a utilitzar els terrenys com a conreus pels habitants de la comunitat actual.

## Períodes d'ocupació
Com a resultat de recerques realitzades, s'hi han establerts aquests períodes:
- Període Preclàssic (1500 – 200 ae): caps petits d'argila de tipus A, B, C, D i F, així com parets verticals de fang com a part d'un sistema constructiu de terrasses al centre del turó Tenismo, on hi havia cases. (Probablement grups otomies)[2]

- Període Clàssic (300 – 600): ceràmica pertanyent al tercer període clàssic de Teotihuacán i primera etapa de construcció de l'Edifici III, que fou danyat pel terratrèmol del 1475. (Grups teotihuacans)[2]

- Període Epiclàssic (900 – 1200): influència tolteca amb major construcció de terrasses en vessants i alguns edificis. (Grups tolteques)[2]

- Període Postclàssic (1200 – 1510): hegemonia matlatzinca, limitada per la influència asteca. (Grups matlatzinca i finalment mexiques)[2]

## El jaciment
Aquest jaciment es troba a uns 2.500 m i el cim del turó Tenismo a 2.975 m. Al cim del turó hi ha un ull d'aigua en pedra, anomenat Pinalinchini.
Estructures principals:

### Monument 1
Es troba a la zona urbana de Calixtlahuaca.

### Monument 2
Encara no ha estat explorat.

### Monument 3
És un temple circular, probablement l'edifici més important del jaciment, sembla que dedicat al culte de Quetzalcóatl, per una estàtua que representa un individu usant sandàlies i una màscara bucal, semblant al bec d'un ocell. Aquesta estàtua fou descoberta per casualitat, durant les exploracions de Payón; en la seua absència, un grup de treballadors veieren dues sargantanes grans ficant-se entre unes roques; en remoure-les, van trobar l'estàtua i la van traure, la qual cosa va molestar a Payón. Un dels treballadors, de nom Joaquín Álvarez, se n'emportà un dels braços, i més tard el va tornar. García Payón excavà ofrenes mortuòries d'una escultura d'un sacerdot amb una màscara del Déu Ehecatl. Aquest objecte és una de les escultures més conegudes de la cultura mexica.

### Monument 4, Tzompantli
Es troba en una àmplia plaça, és una estructura amb una sola escala; forma part d'un grup, amb una plaça i un altar de creu decorat amb cranis (Tzompantli). Aquest altar en forma de creu tenia encastades al voltant calaveres esculpides en pedra, al principi més de deu, hui només en queden dues d'originàries i la rèplica d'una tercera. Aquesta estructura fou explorada el 1940 per l'arquitecte guatemalenc Carlos Navarrete.
Fotografies:

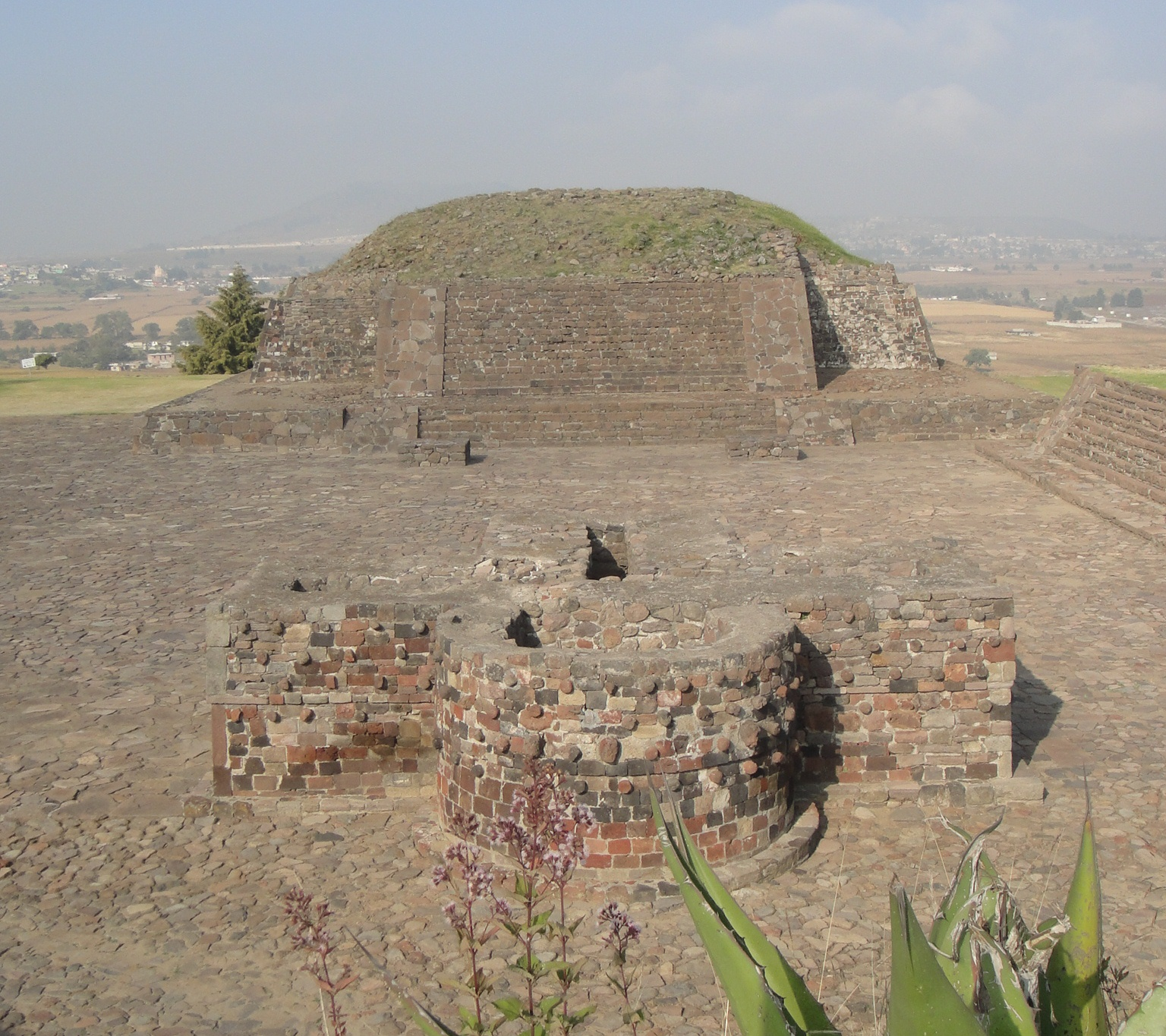
Orientació est-oest entre el Tzompantli i el Monument 4

### Monuments 5 i 7
També denominat Panteó, s'hi trobaren uns 50 enterraments amb restes humanes amb ofrenes (or, ceràmica, malacats, pedres d'obsidiana, puntes de fletxa...). Aquestes estructures es van construir sobre una àmplia terrassa i n'hi ha restes de 7 basaments al costat oest.
Va ser restaurat entre el 2002 i el 2004 personalment per Alejandro Javier Hernández, autoritzat per la direcció tècnica d'INAH, però sense cap mena de suport o ajut.
Fotografies:

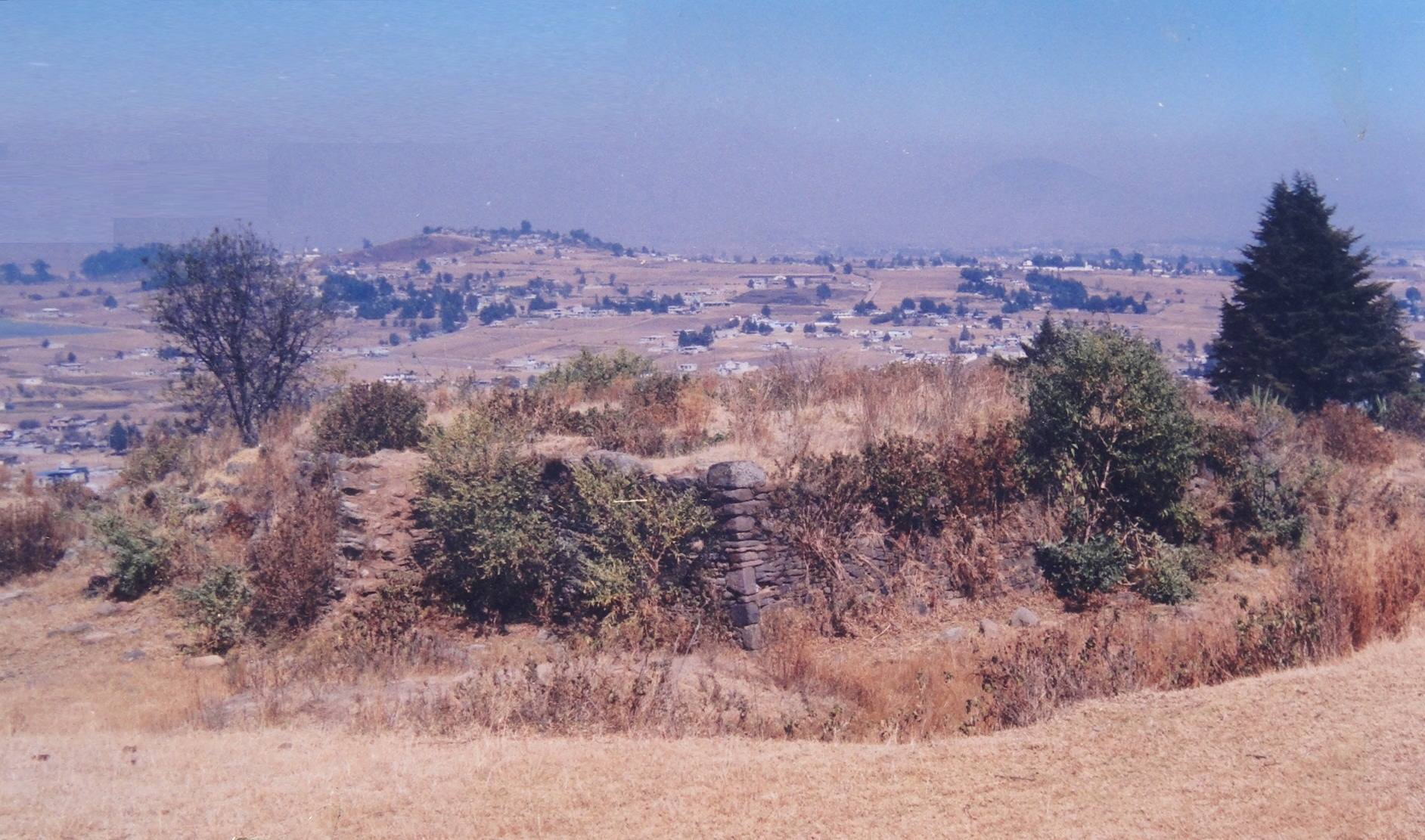
Panteó abans de la restauració
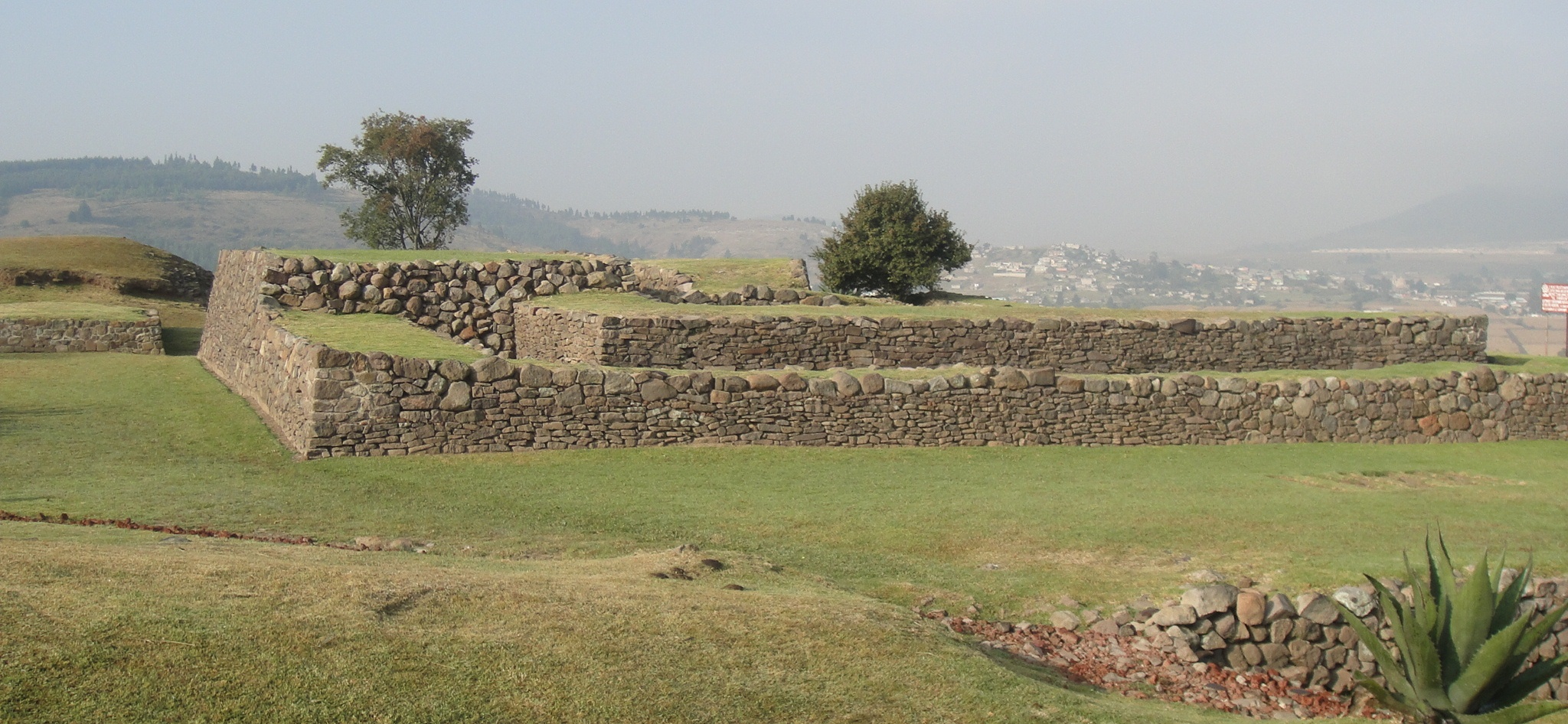
Monuments 5 i 6, després de la restauració
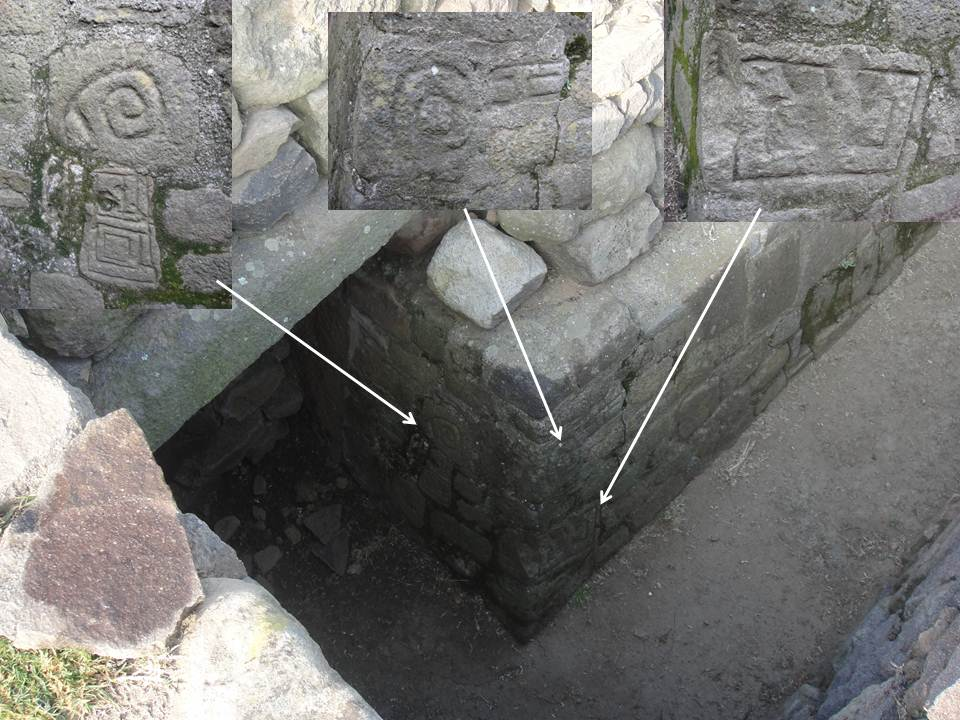
Tres petròglifs al Panteó

### Monuments 10, 11, 12, 13, 14 i 15
No explorats, són més amunt, al vessant del turó.

### Monument 16
Són les restes d'un basament d'uns 85 metres d'ample per 100 de llarg, García Payón hi trobà una pedra gravada amb un clot al centre, semblant a les dels jocs de pilota; devia ser una pista de joc de pilota, però no hi ha exploració. Es troba aproximadament 500 al nord del Temple 3 d'Ehecatl, en zona urbana.
És molt probable que un centre mesoamericà tan important com aquest haja tingut un joc de pilota. N'hi ha tradicions populars que parlen de torneigs i reptes entre ciutats mesoamericanes antigues, i els millors jugadors de pilota mesoamericans eren reptats per altres centres, i s'hi feien apostes i travesses.
Fotografies:

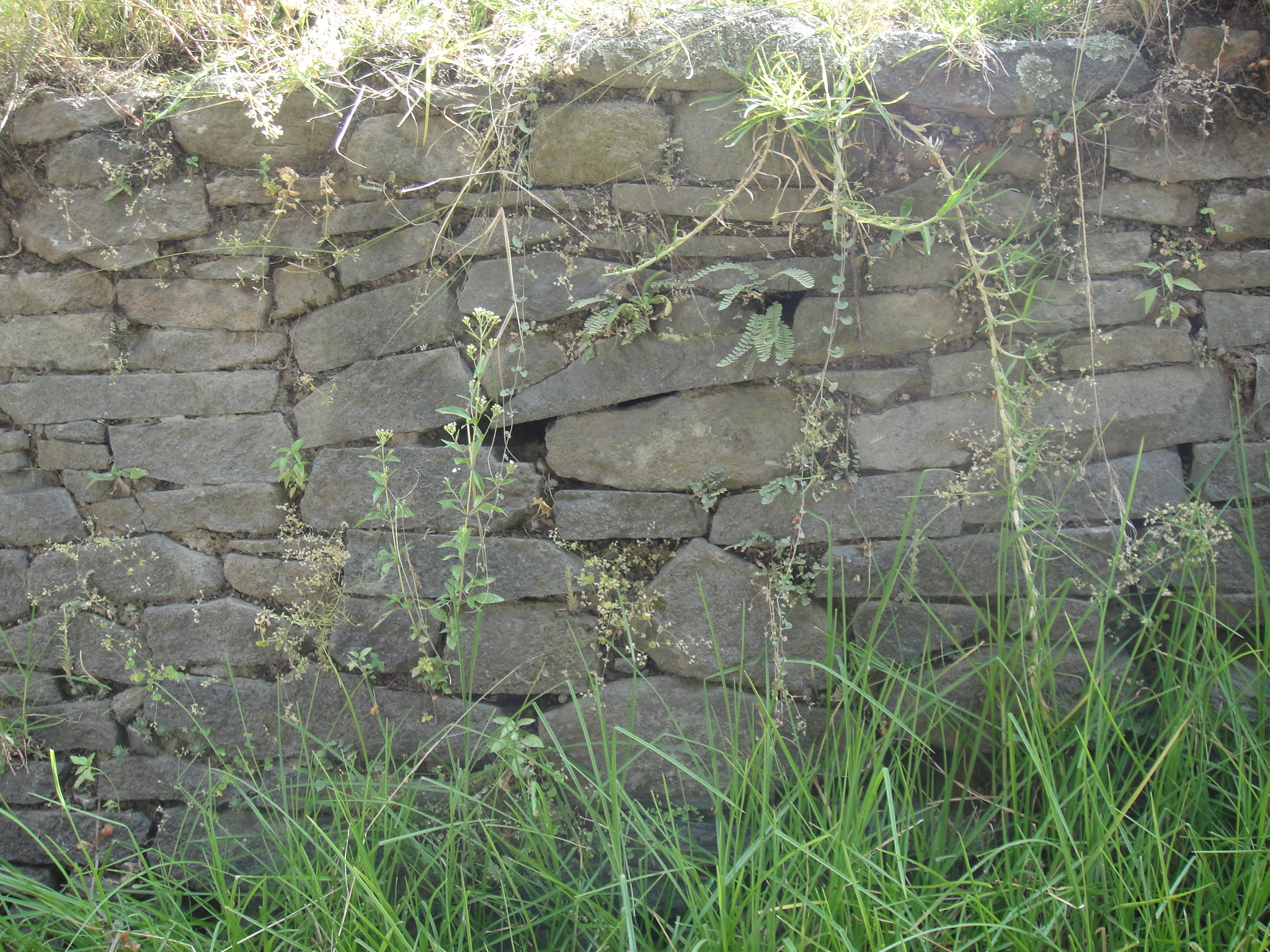
Detall del basament
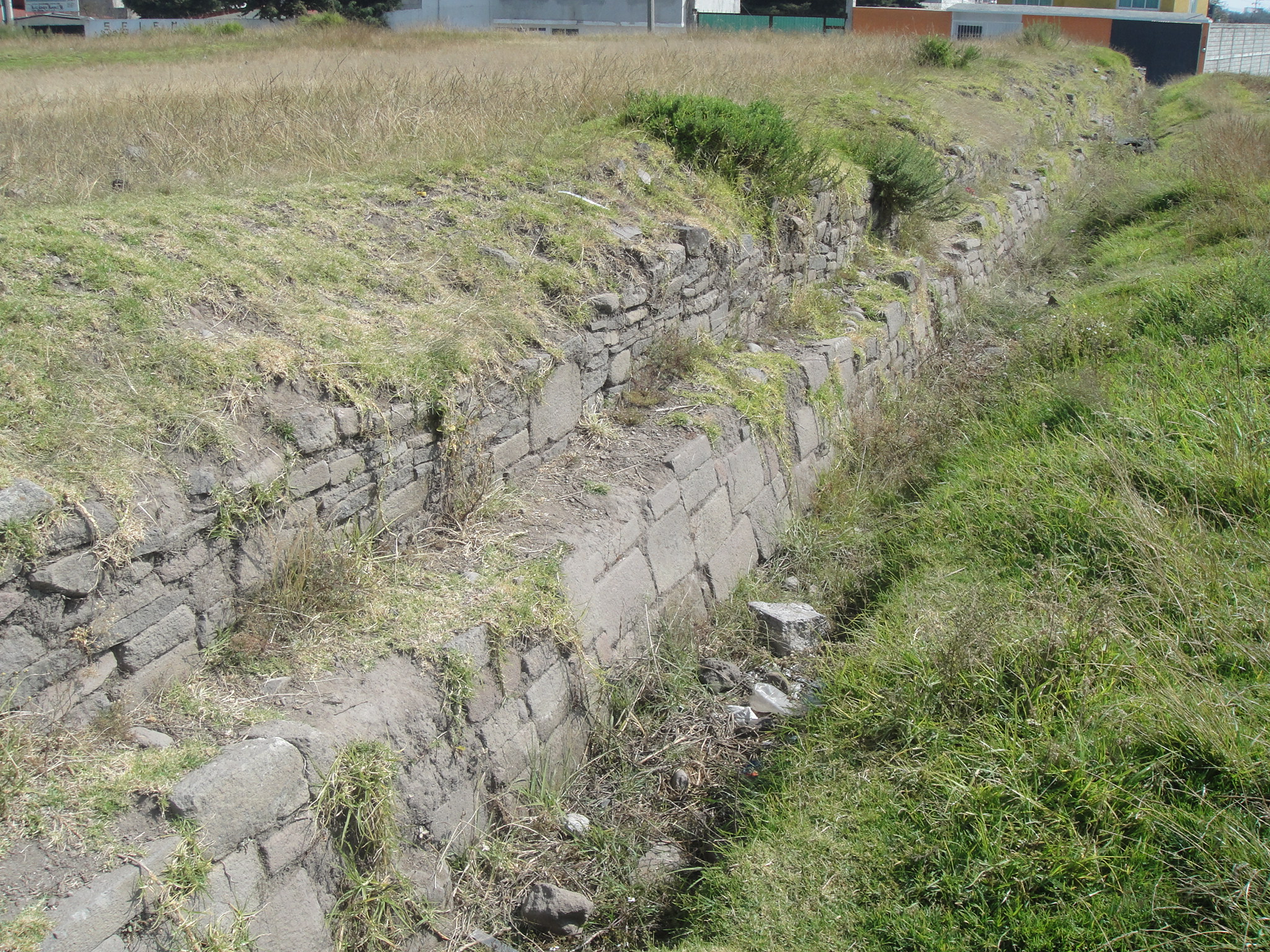
Estructura amb detalls de dues etapes constructives

### Monument 17
La zona identificada com a Monument 17 és un grup realment. Tot i que García Payón l'anomenà <i>calmécac</i> (escola i residència de sacerdots), és molt més probable que fos el palau reial de la ciutat. Té el mateix tipus arquitectònic d'altres palaus mexiques.
En total, té 32 recintes o habitacions, un mur de tova, amb tres fases diferents de construcció. Té passadissos interiors i escales d'accés als distints nivells.
Per als ulls del visitant, el conjunt es pot dividir en quatre parts, una zona residencial al costat sud, una àrea cerimonial amb el temple o basament principal, una àmplia plaça al seu davant, i una zona de basaments al costat oest.
Fotografies:

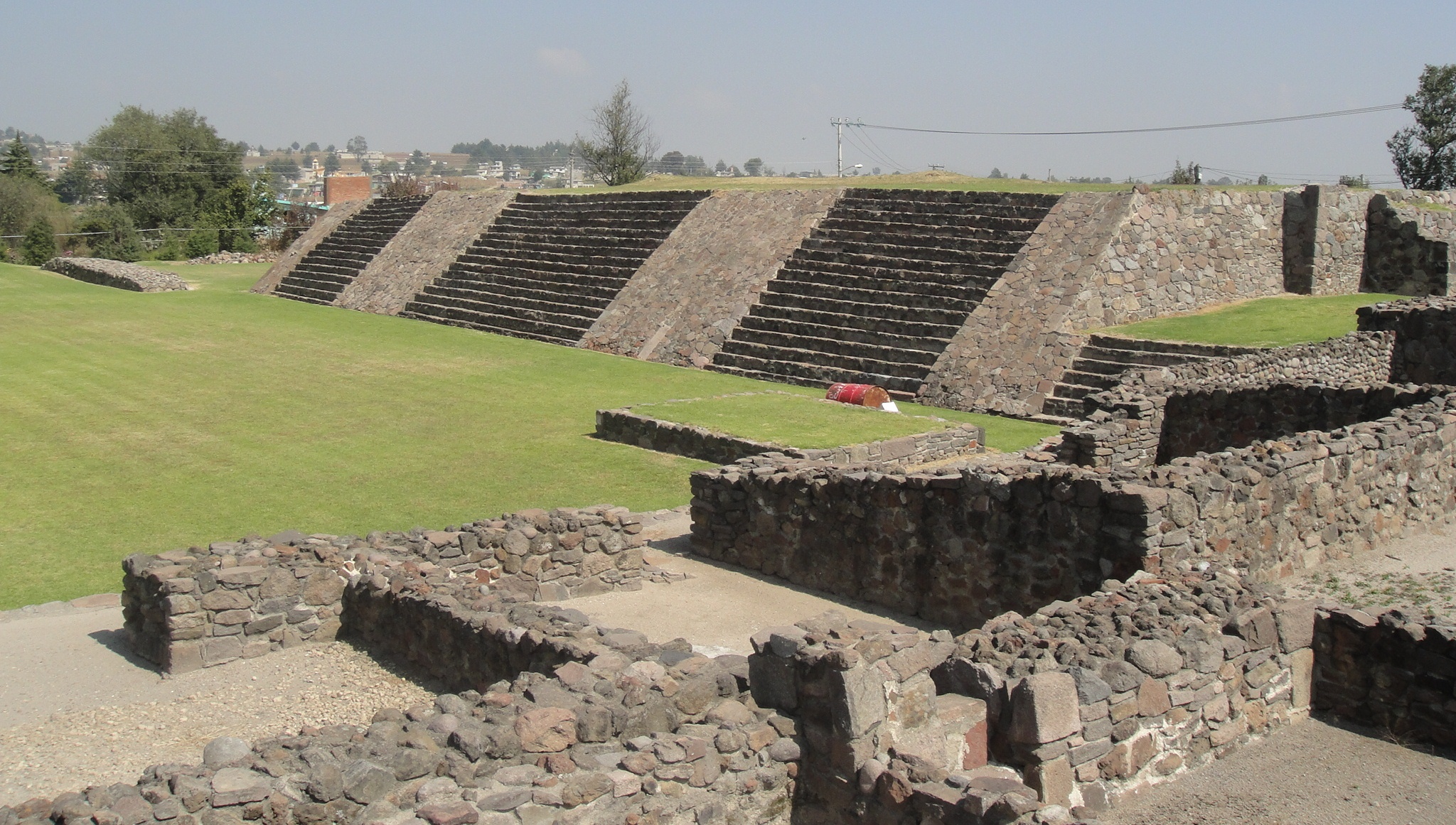
Zona residencial, temple i escalinates al fons
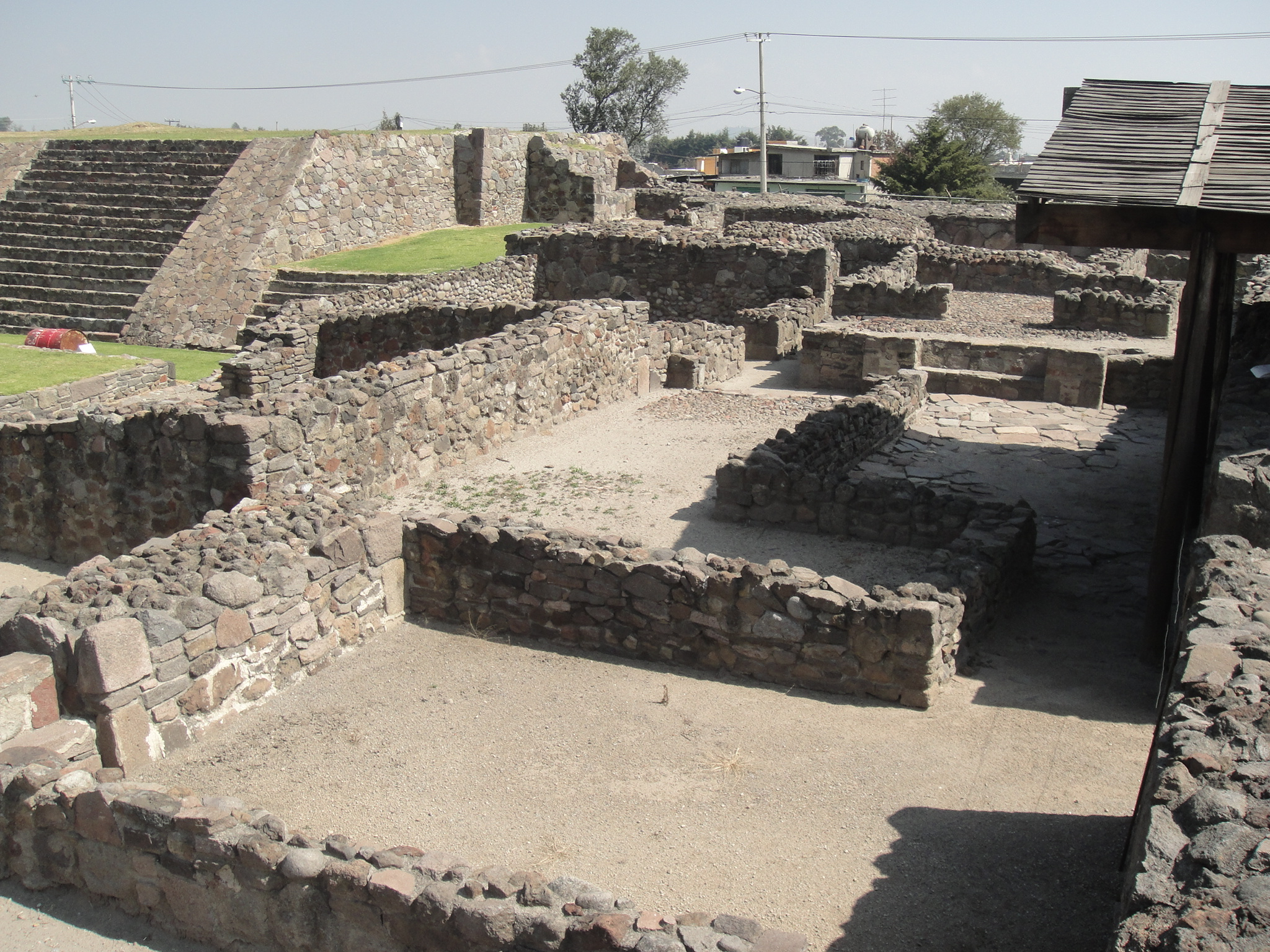
Est. 17 Conjunt residencial

#### Zona residencial
Aquesta secció se subdivideix en dues àrees partides pel mur de tova, que es pensa que fou construït durant l'ocupació mexica en el Postclàssic tardà.
En té tres entrades, una per la banda oest, amb corredors de comunicació dels diferents ambients i accés al recinte residencial privat, que té cambres al voltant d'un pati interior. Aquesta zona té una altra entrada, per la cantonada sud-est del conjunt. N'hi ha una tercera entrada sobre el costat nord, la que donaria accés a la zona cerimonial o plaça principal.
Fotografies:

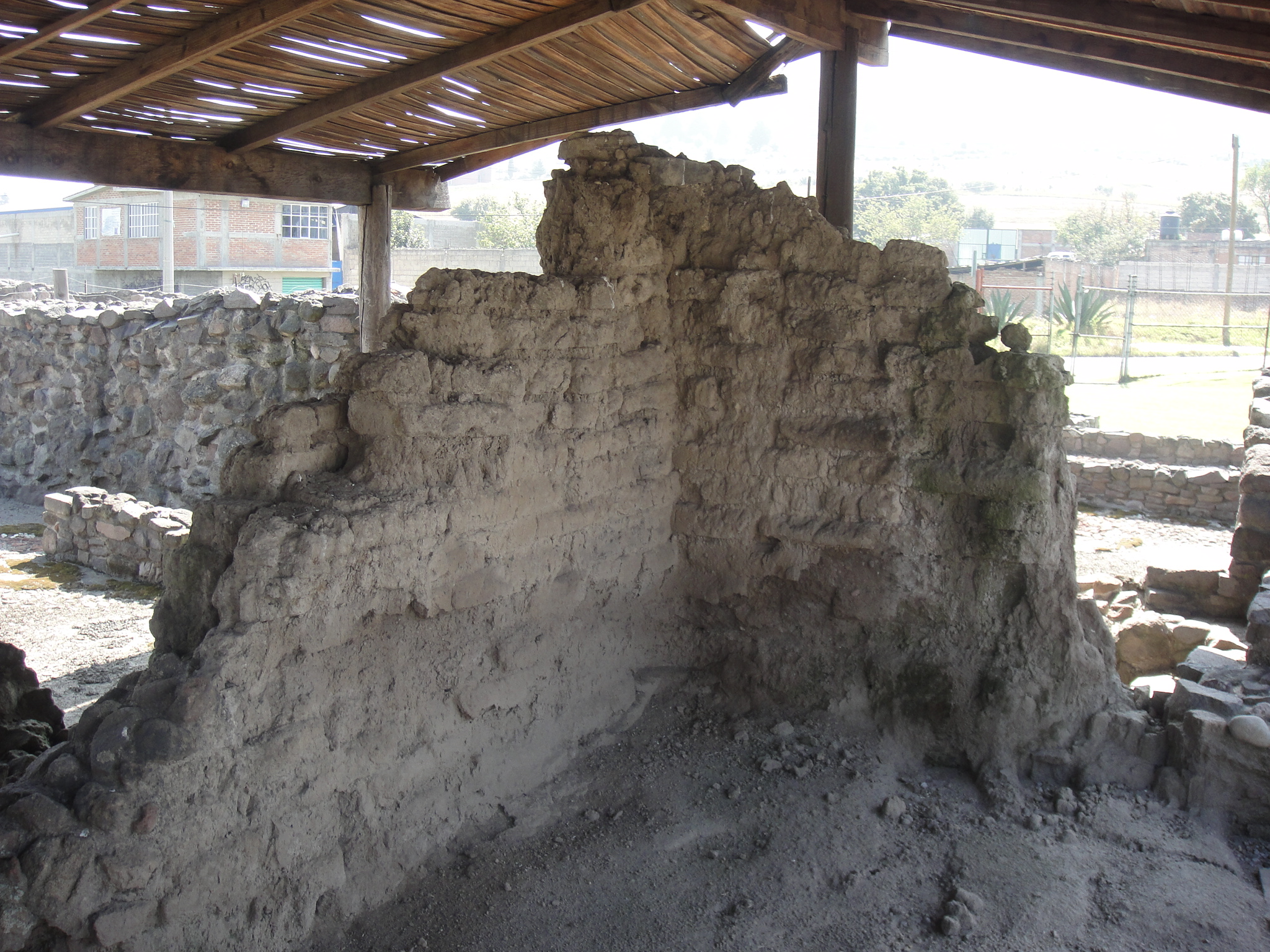
Est. 17, mur d'argila
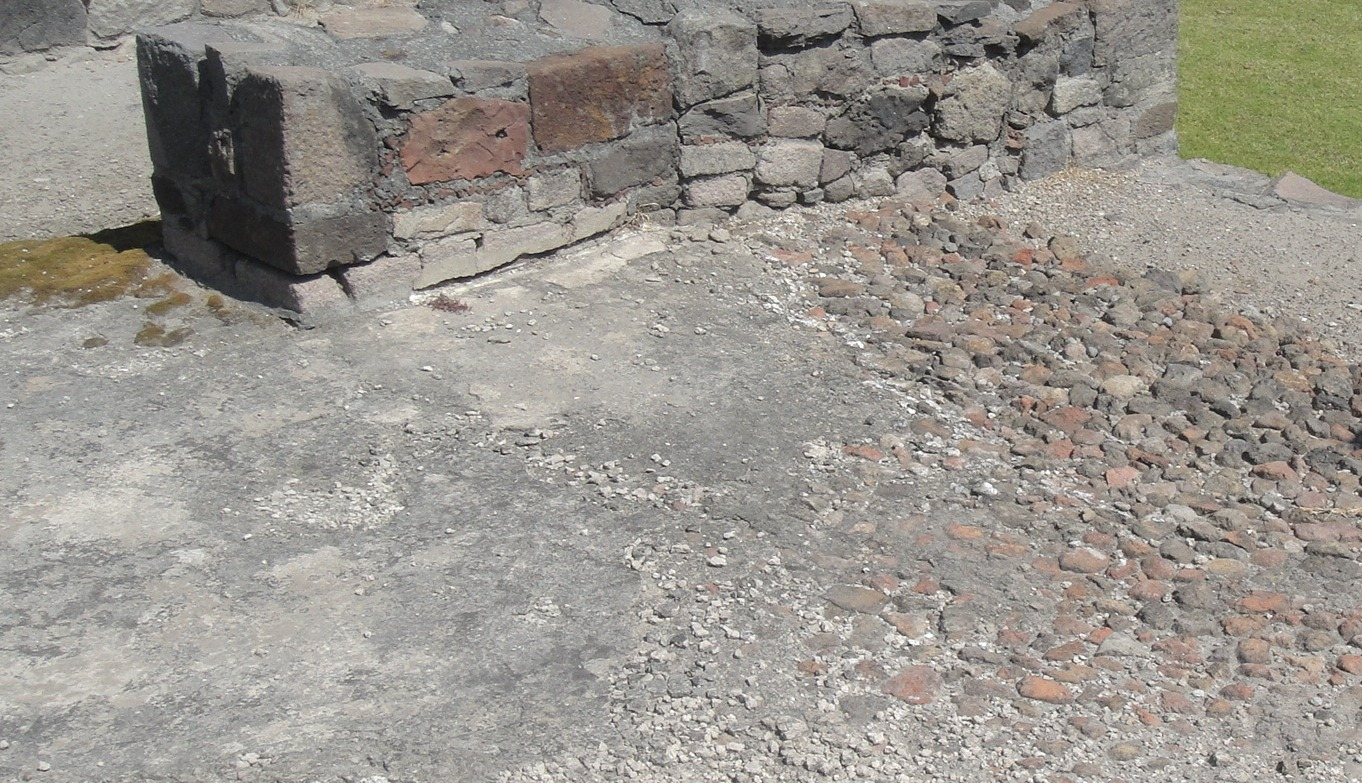
Est. 17, detall de pis, estuc sobre grava

Les principals característiques de totes les cambres són:
- Tenien pis d'estuc, construït sobre grava ferma.[2]

- Les habitacions tenien un lloc quadrat, amb indicis de foc, que devia servir de calefacció, cuina o per a cremar copal ritualment.[2]

#### Recinte privat
Probablement la residència del governant de la ciutat, consta d'una sèrie de set cambres al voltant d'un pati interior amb accés privat, i devia haver-hi una habitació de guàrdies o vigilants. Les cambres són de diferents grandàries i potser tindrien diferents usos.
Fotografia:

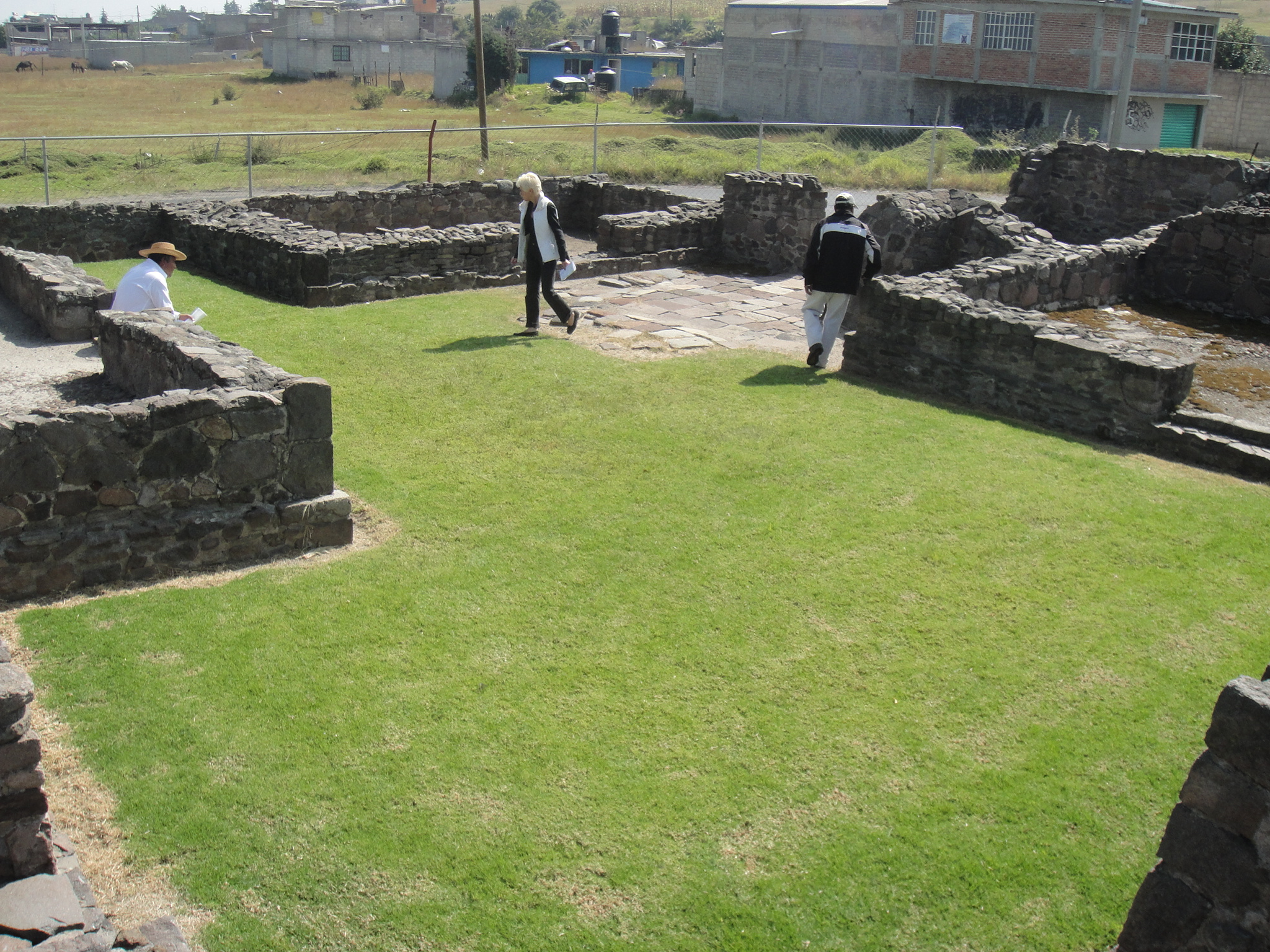
Pati interior

#### Temple principal
Aquest basament té les característiques d'una plaça cerimonial: tres escales d'accés a la part superior. L'escala del centre, la més important, té uns 10 metres d'ample, mentre que les escales laterals en tenen 6 m. Es pensa que a la part superior n'hi havia tres temples. Es poden apreciar restes d'un pis d'estuc. Aquest basament té a la banda nord un sondeig fet per arqueòlegs, en què es poden apreciar tres etapes constructives. S'ha confirmat que dins d'aquest temple no hi ha pas cambres secretes ni tombes, com la majoria de temples similars de l'altiplà de Mèxic.

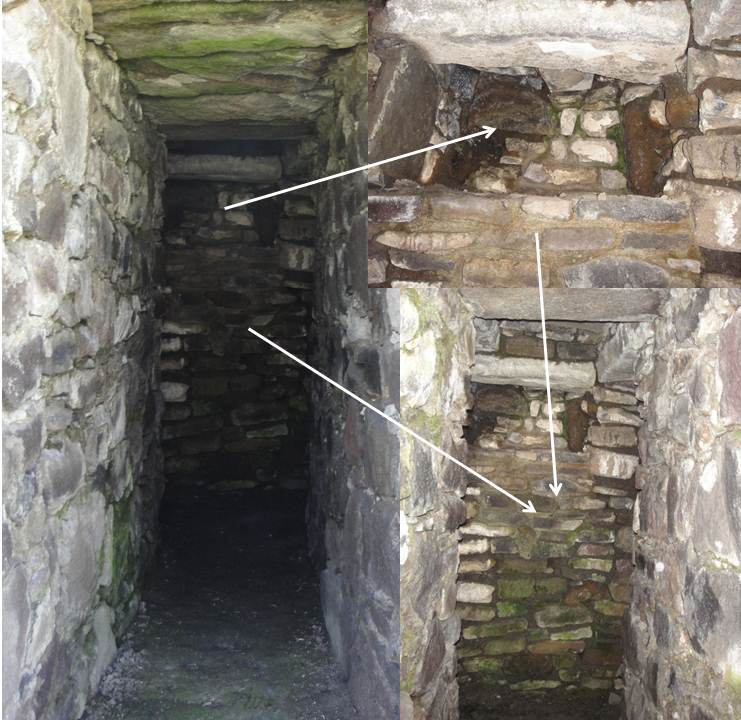
Sondeig al fons dalt a l'esquerra, primera etapa, la segona a baix, tercera i última al front

#### Estructures del costat oest
N'hi ha restes de construccions, una escala denominada per García Payón "Escala K" i dues belles mostres de talús tauler a l'estil de Teotihuacan.

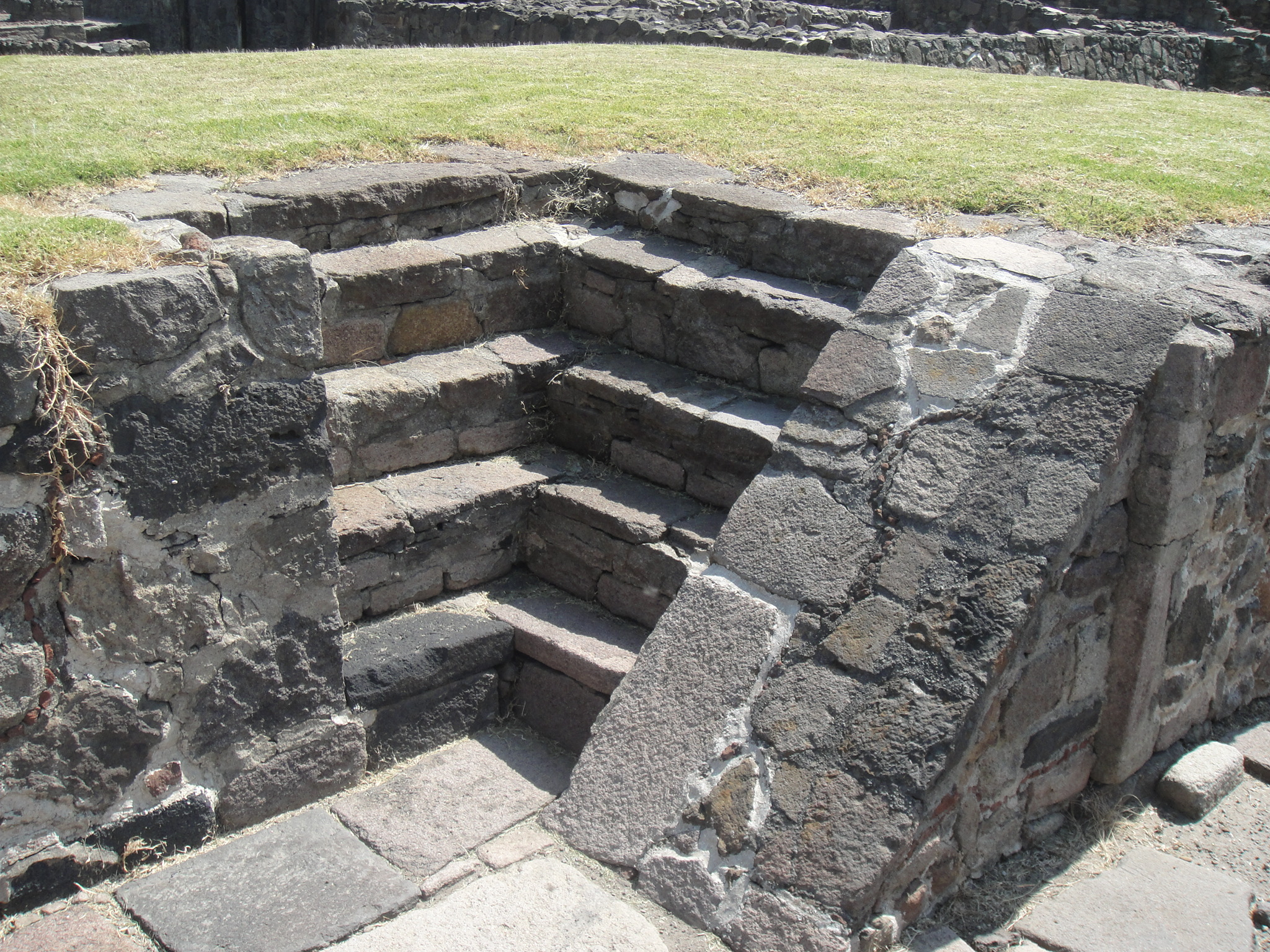
Est. 17, Escalera K, a l'oest de la plaça, davant el temple
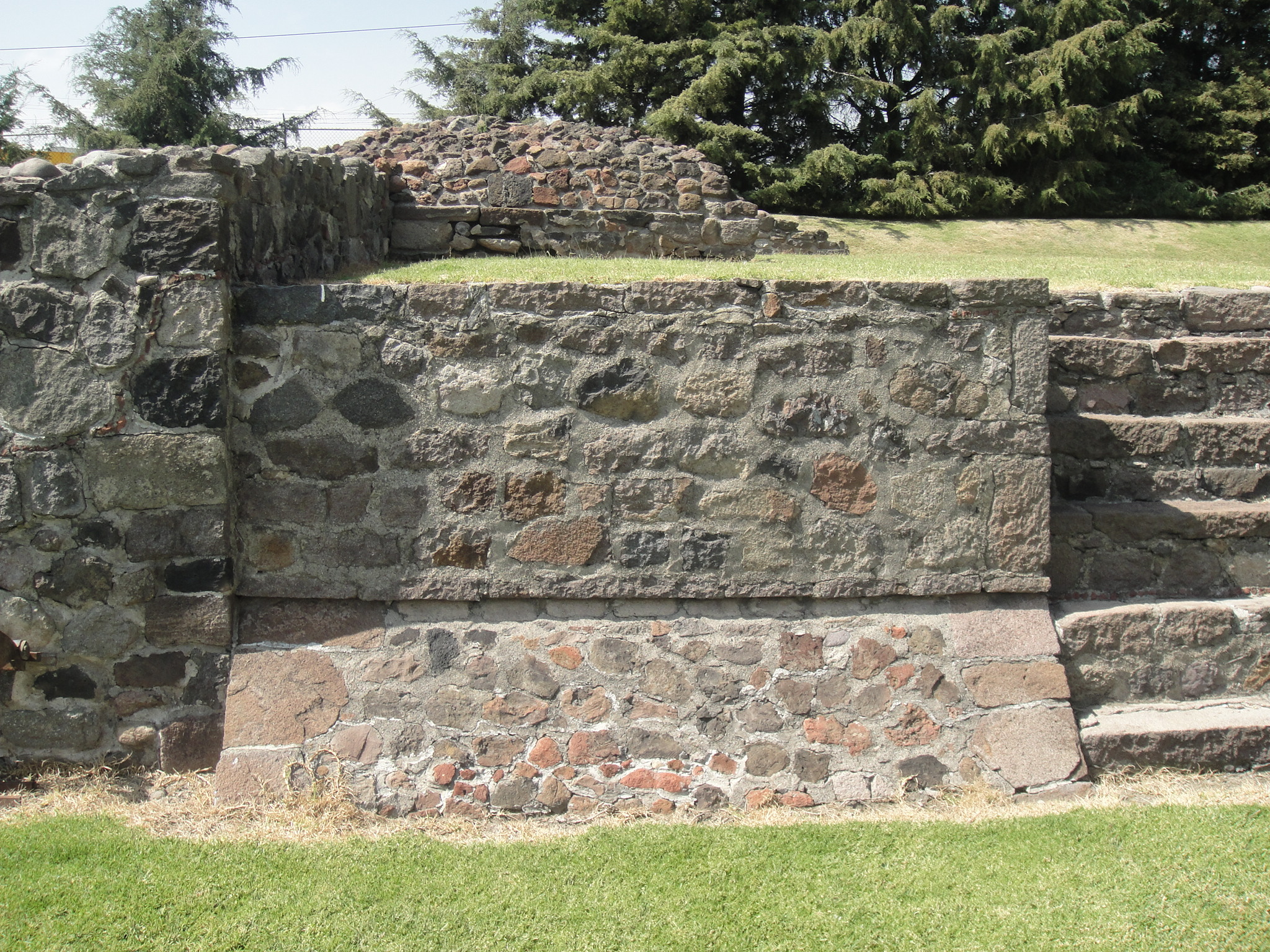
Est. 17, talús tauler

## Objectes trobats
García Payón excavà enterraments que contenien ceràmica, molt semblant a peces de diferents etapes de Teotihuacan. També hi ha un grup de recipients d'Oaxaca; cinc en forma de pota de jaguar, un altre amb un glif zapoteca. Alguns són fets amb la característica argila grisa d'aquesta zona, pertanyents a la fase Xoo, o Monte Albán III B/IV, a la vall d'Oaxaca. La presència d'aquests materials confirmen la importància del comerç en aquestes àrees, durant els períodes clàssic i postclàssic.

### Ceràmica
El grup més gran d'objectes de ceràmica en són malacates, i més del 50% en són grans, utilitzats per al filat de fibra de maguey (agave).
Entre les figures, s'identifiquen tres grups:
- Objectes amb l'estil de les figuretes asteques de la Vall de Mèxic i Morelos, però amb diferent pasta (segurament pasta de la Vall de Toluca).[8]

- Objectes amb l'estil de figures mexiques (asteques), amb la típica pasta taronja usada a la Vall de Mèxic (importada).

- Figures semblants a les del postclàssic, sense classificar, se suposa que eren estils locals. També destaca la presència d'aquestes tres categories en figures del Yautepec Postclàssic.[9]

### Poliment i talla lítica
S'han trobat 32 desfibradors de maguey, també hi ha diversos objectes com mans i caixetes de pedra. Els desfibradors eren comuns en els enterraments del període postclàssic a la Vall de Toluca. Només hi ha 20 artefactes lítics tallats, fets de pedra foguera i obsidiana.

### Coure i bronze
Hi ha 81 objectes de coure, és una de les col·leccions més grans fora del territori tarasco. Altres objectes de coure de Calixtlahuaca hi ha als Estats Units, com ara en el Museu Americà d'Història Natural de Nova York. La majoria en són sonalls i les formes s'assemblen a objectes fets en bronze del període postclàssic a l'oest i centre de Mèxic.

### Perles
Hi ha 366 perles de vidre verd en la col·lecció de troballes i 23 d'objectes fets amb petxines, amb forats.

### Escultures de pedra

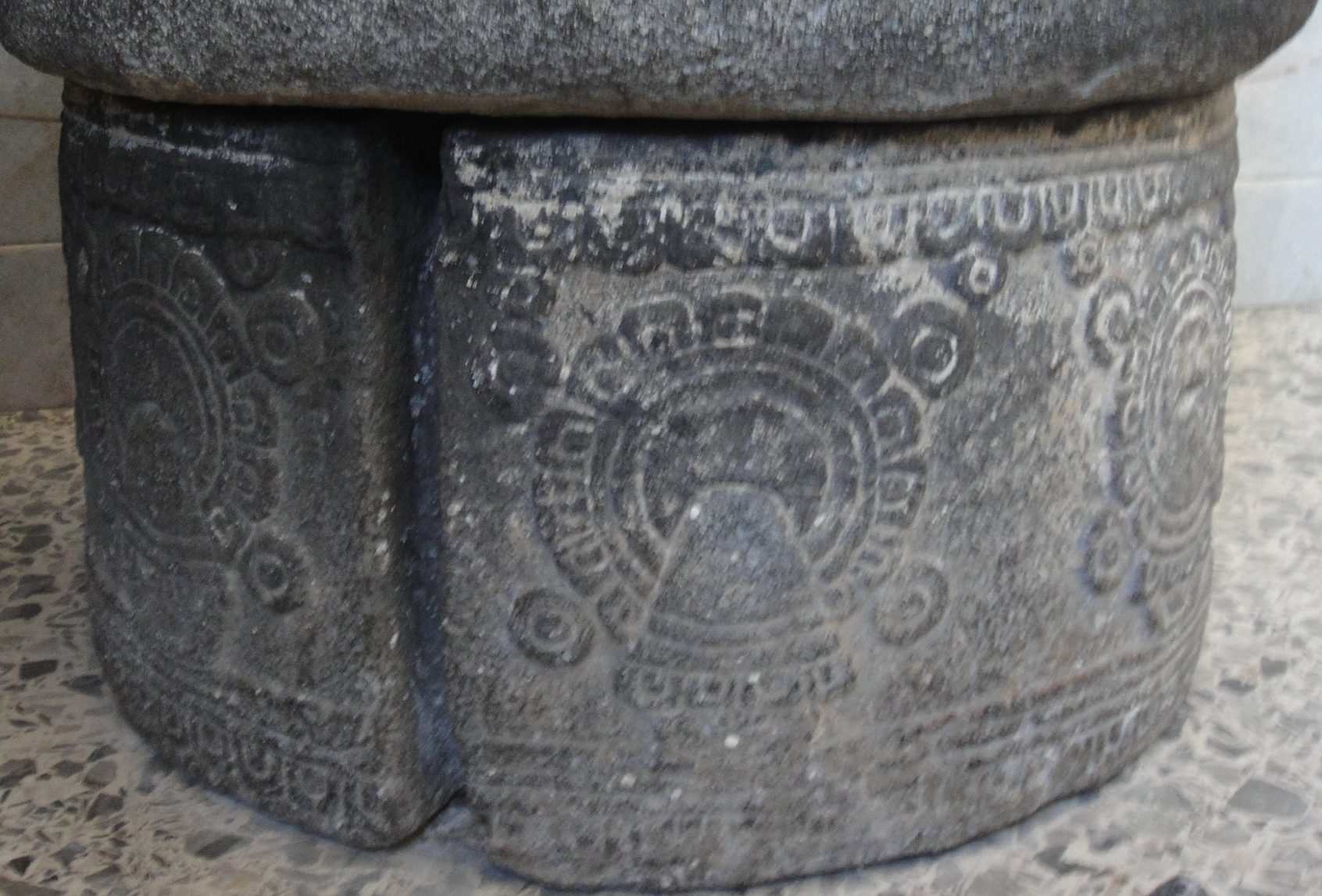
Pedra de sacrificis

L'escultura d'Ehecatl és ben coneguda. També la figura de la dea Chalchitlicue, ara exposada en el Museu Nacional d'Antropologia de Ciutat de Mèxic, a la sala Asteca. Però un fet que no se sap és que hi ha una gran col·lecció de 275 peces d'escultures de pedra de Calixtlahuaca. Moltes en tenen l'estil dels mexiques, i altres (incloent-hi un grup gran de relleus) són d'un estil diferent, segurament un estil autòcton de la Vall de Toluca.

### Pedra de sacrificis
N'hi havia dues de similars, una amb la part superior còncava, que es troba en la Parròquia de San Francisco de Asís de Calixtlahuaca. L'altra es troba en el Museu de Toluca.

### Petròglifs
Per a la construcció de la Parròquia de San Francisco de Asís de Calixtlahuaca es va usar un nombre indeterminat de pedres, procedents de la zona arqueològica, entre aquestes es poden apreciar algunes amb petròglifs.

## Galeria de petròglifs

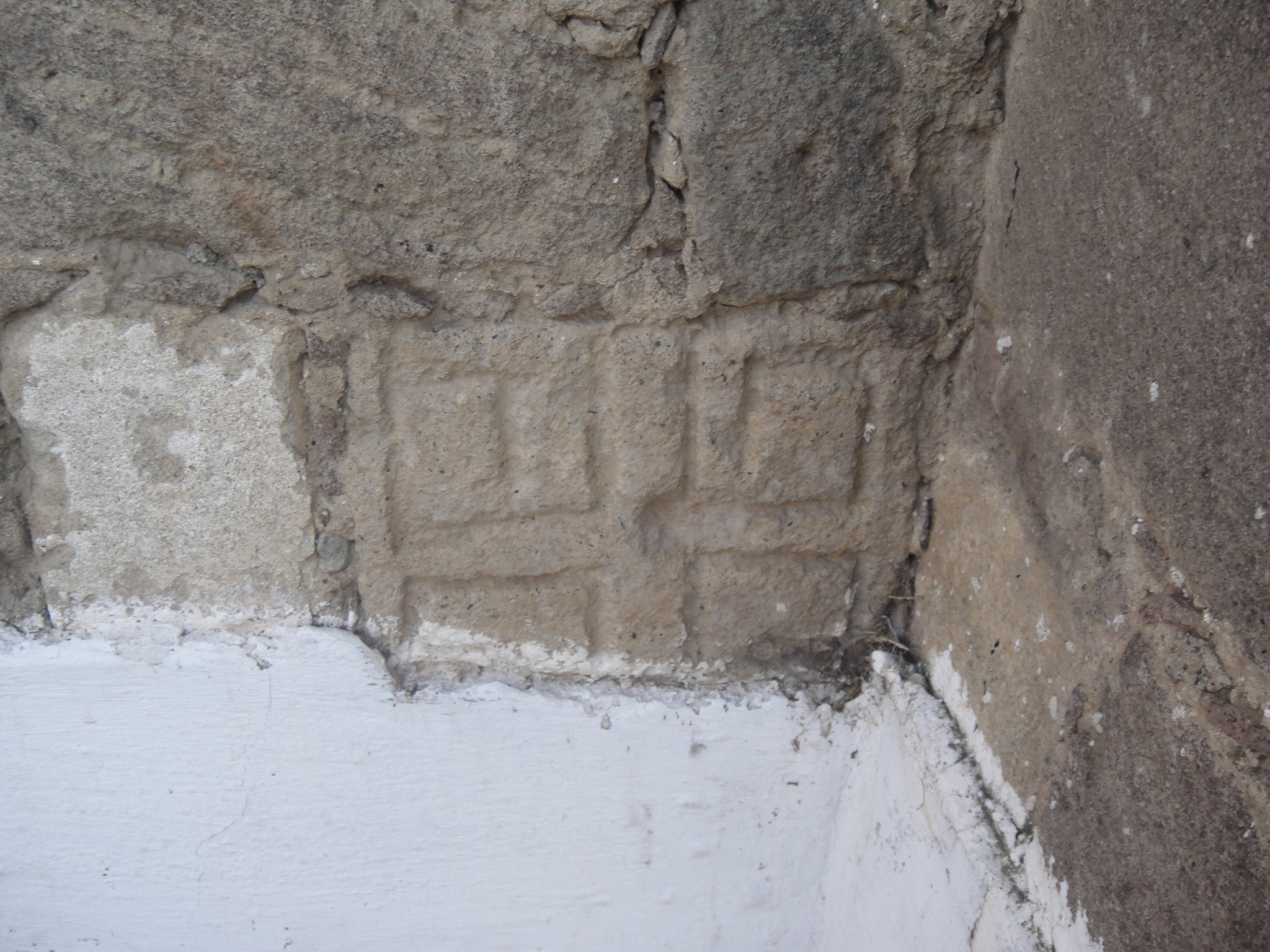
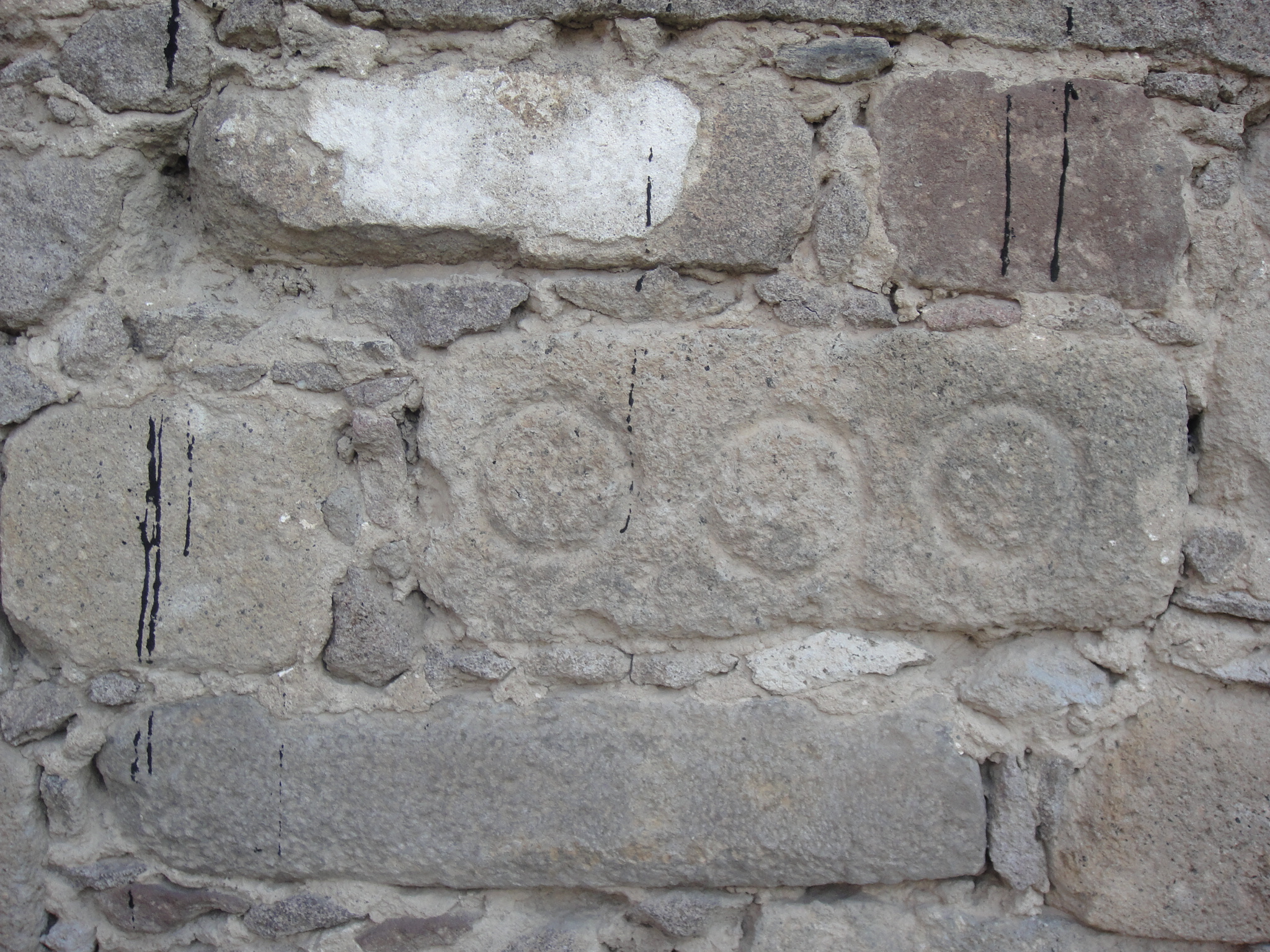
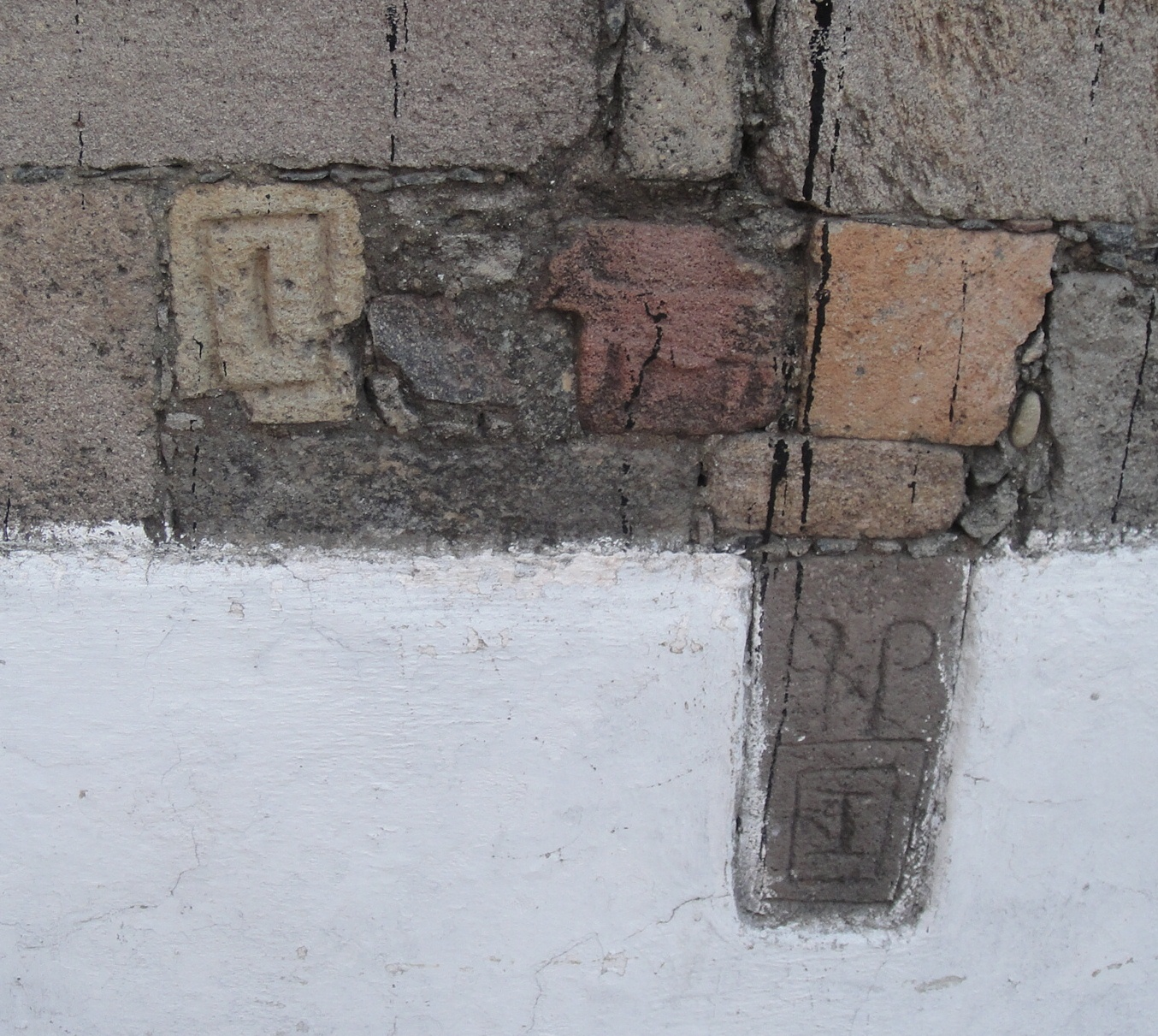
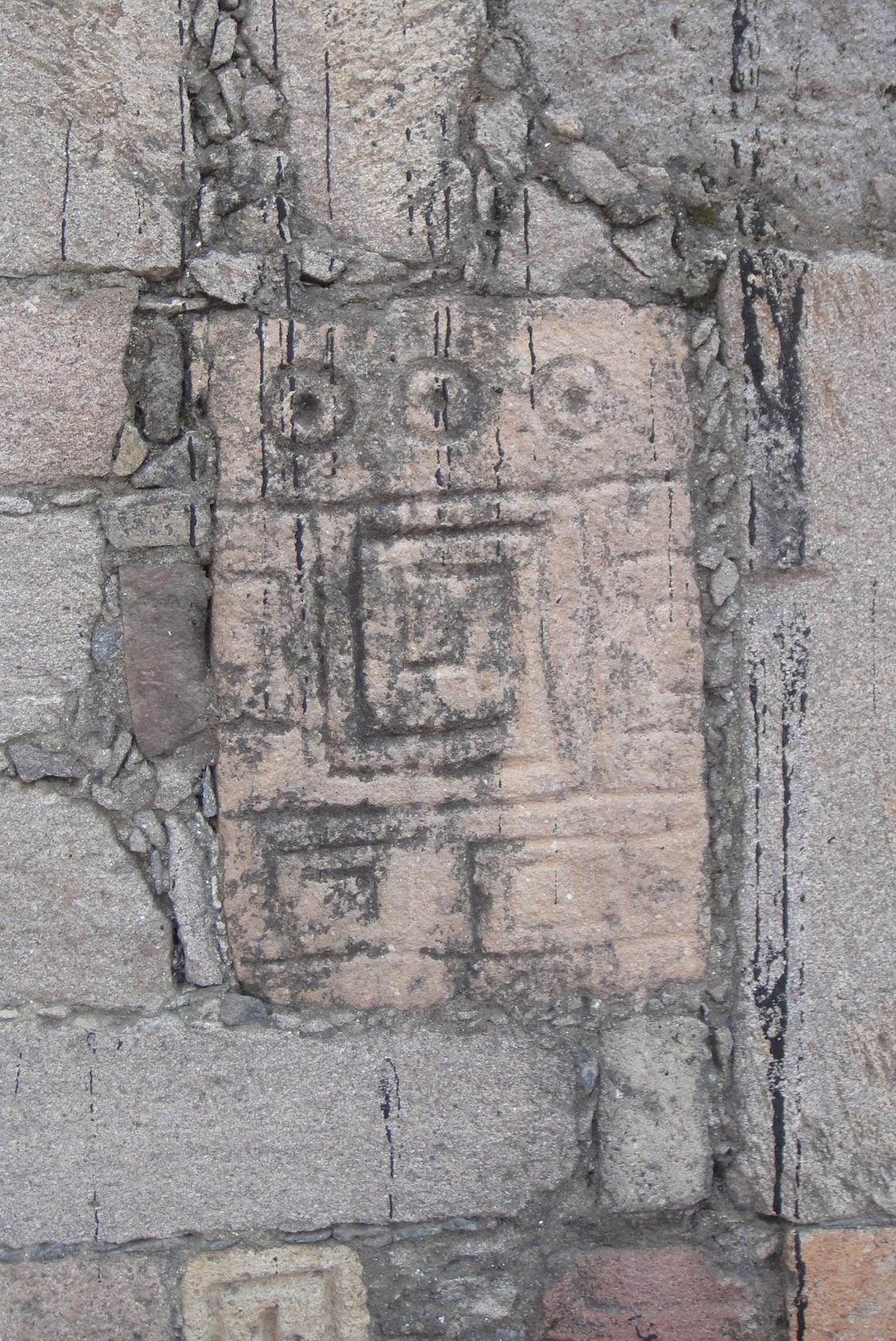
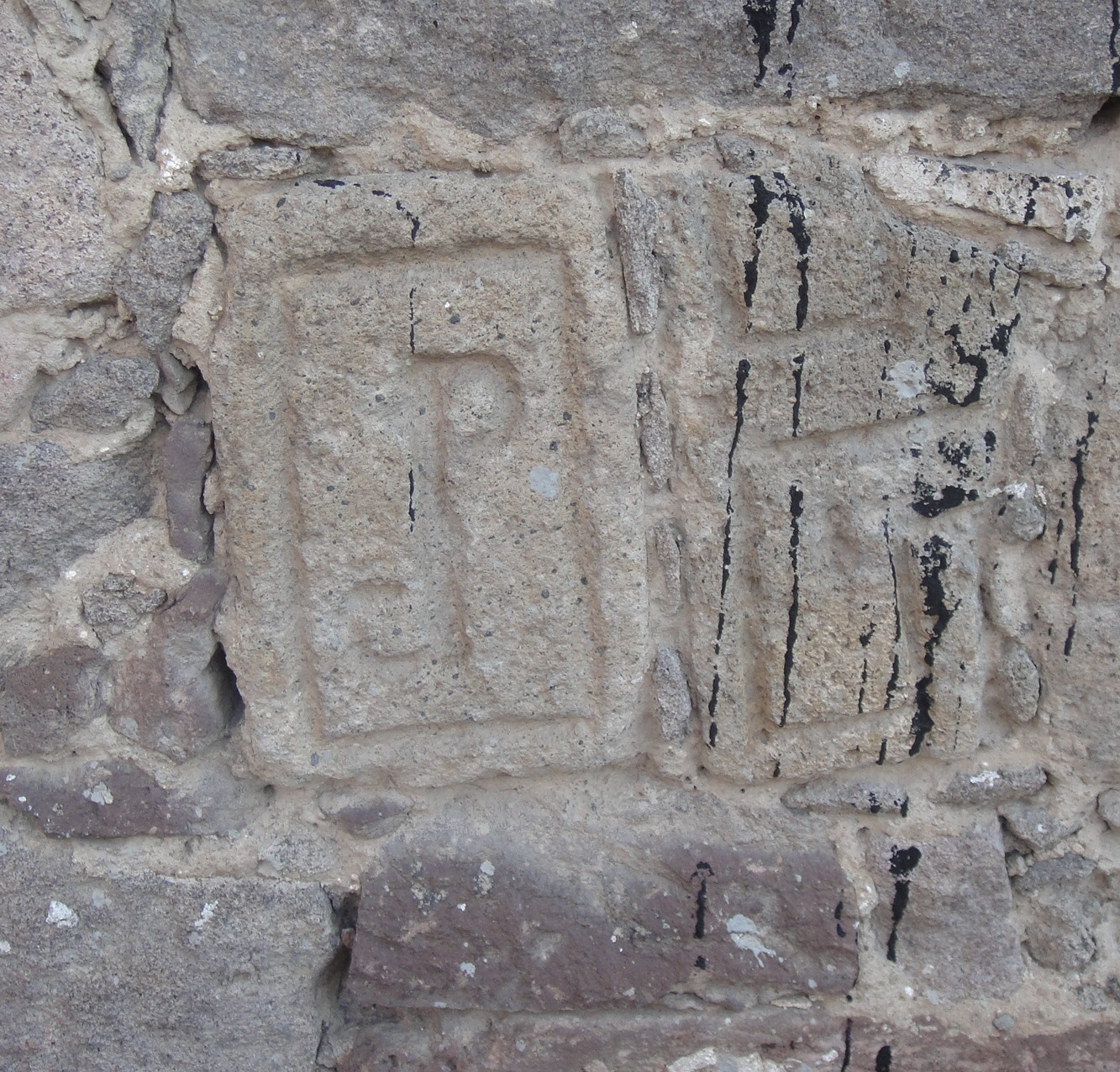
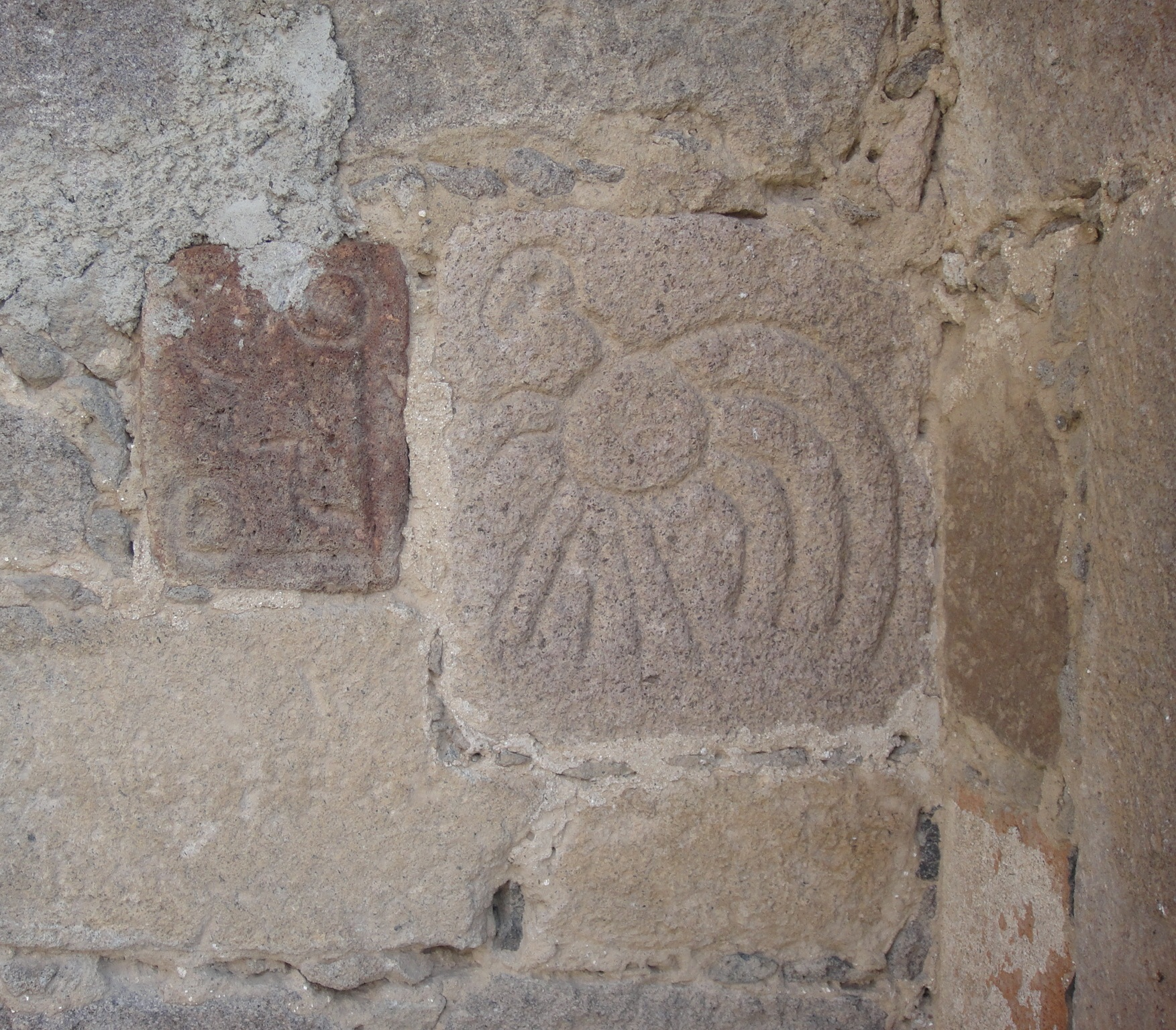
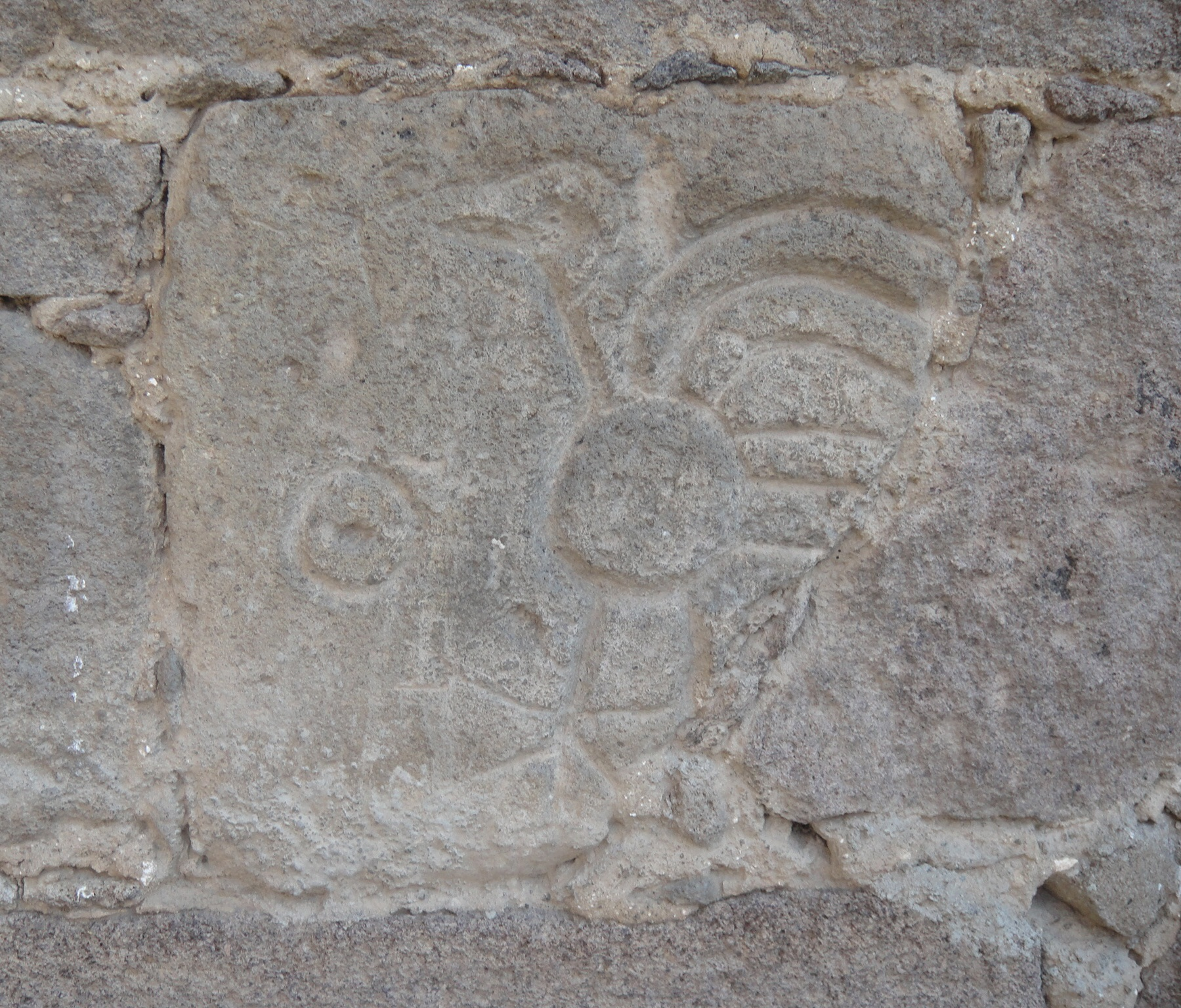
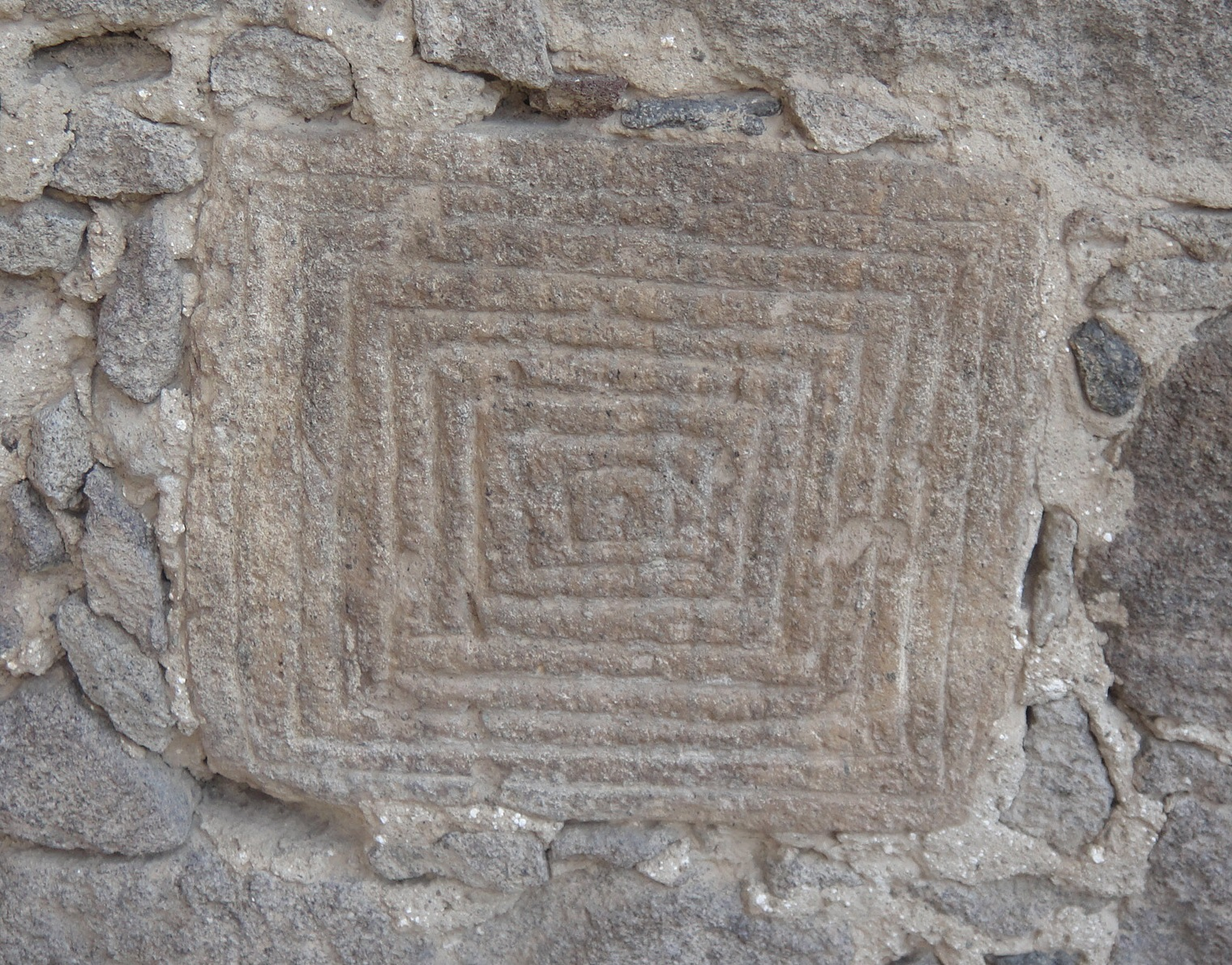
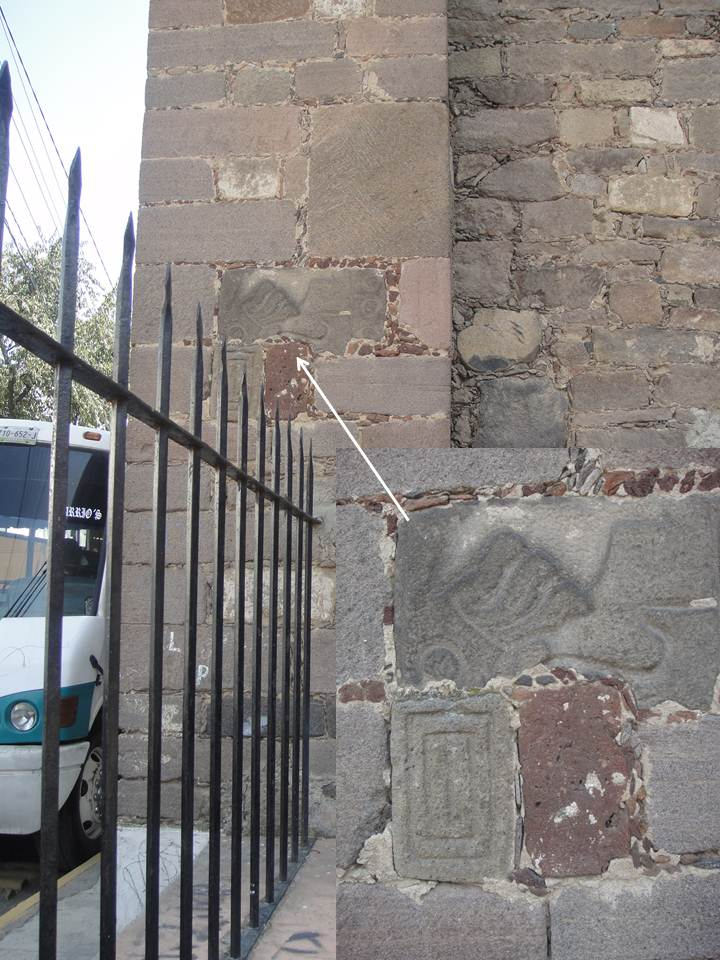
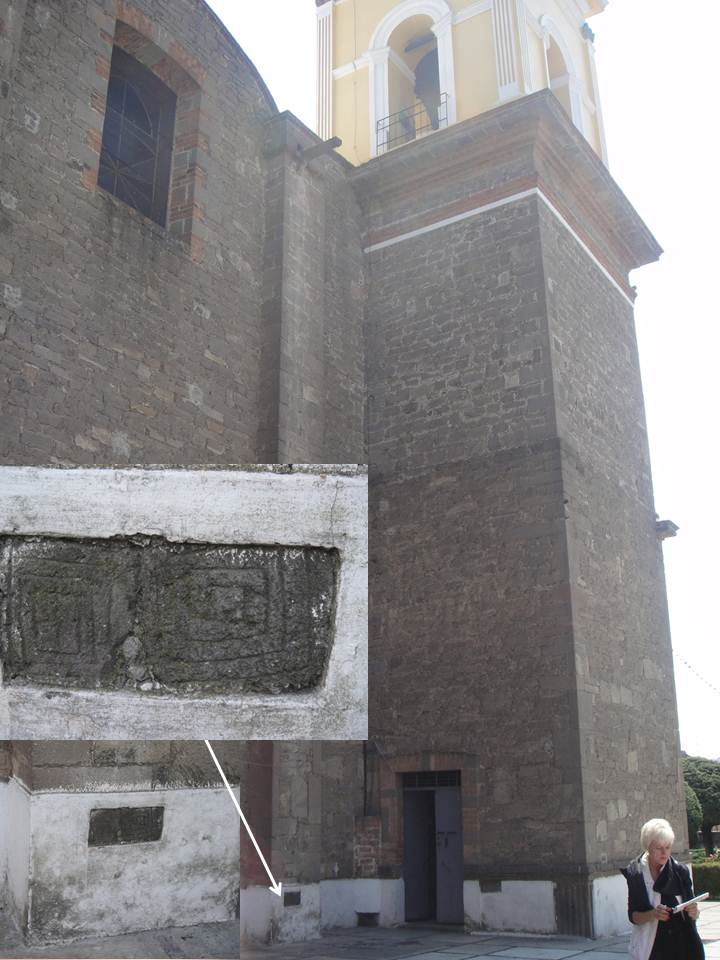

## Cap de Calixtlahuaca
Calixtlahuaca és coneguda també pel descobriment d'una peça de ceràmica, anomenada El cap Tecaxic de Calixtlahuaca, descoberta durant les excavacions de García Payón en la dècada dels 1930 i que pensava que provenia de l'Antiga Roma. Tot i que aquest artefacte té una procedència semblant a altres articles excavats en aquesta època (i les proves radioluminiscents i l'anàlisi estilística semblen recolzar l'antiguitat de l'artefacte) les implicacions d'aquest objecte (fora de lloc) obliguen la comunitat científica mesoamericana a mantenir-s'hi escèptics.
José García Payón no va poder publicar els resultats del seu treball de camp de Calixtlahuaca. La més important de les seues publicacions són articles breus sobre ceràmiques i enterraments.

### Festival del Cinqué Sol
Es realitza a l'àrea arqueològica de Calixtlahuaca, amb activitats d'origen amerindi així com també amb la presentació del “Joc de Pilota”. Es fa amb motiu del equinocci de primavera, del 19 al 21 de març. Es ballen danses autòctones, serveis de medicina alternativa, adoracions ameríndies, prèdiques, contacontes, exposicions, banys de temazcal i la tradicional cerimònia d'encesa del Foc Nou. Hi ha exposicions gastronòmiques i artesanes per a donar impuls als costums autòctons de Calixtlahuaca.